# Приказ (акт управления)
Прика́з — в административном праве вид акта управления, волевое официальное распоряжение лица облеченного властью — руководителя, начальника, в вооруженных силах — командира, отданное в пределах его должностных полномочий, обращенное к подчиненным и обязательное для исполнения ими. Приказ требует выполнения определенных действий, соблюдения тех или иных правил или устанавливает какой-нибудь порядок. Приказы используются как в органах государственного управления и государственного учреждения, так и в коммерческих организациях.
Приказ вступает в силу с момента его подписания соответствующим должностным лицом, если иное не предусмотрено в самом акте.
Приказ работник получает, как правило, от своего непосредственного начальника. Отменить приказ имеет право только начальник, его отдавший, либо вышестоящий начальник.
Для подчиненного необходимость выполнения приказа начальника может рассматриваться как аналогичная с велением закона.
Следует отличать приказ от других видов подзаконных актов — постановлений, решений и распоряжений; последние имеет меньшую силу как акт управления.

## В вооруженных силах
Приказ воинского командира в вооруженных силах является основным актом военного управления и имеют для подчиненных силу закона. Приказами регламентируются жизнь и повседневная деятельность войск, учреждений, военно-учебных заведений; ими до войск доводятся боевые задачи. В воинских частях ежедневно отдаются письменные приказы по строевой части (назначение суточного наряда, изменение списка личного состава и др.). В боевой обстановке отдается боевой приказ.

26. Приказ — основной распорядительный служебный документ военного управления, издаваемый на правах единоначалия командиром (начальником) воинской части.— Приказ Министра обороны Российской Федерации № 170, 1999 года

## Виды приказов
В зависимости от носителей актов управленческих решений, способу реализации и контроля, приказы носят следующий характер.

### По форме носителей
- устный приказ — подзаконный акт управления, содержащийся в устном волевом распоряжении руководителя.
- письменный приказ — подзаконный акт управления, изложенный письменно в установленной форме. Например, в федеральных органах исполнительной власти Российской Федерации форма приказа установлена приказом Министерства культуры и массовых коммуникаций Российской Федерации от 08.11.2005 № 536[11]

### По содержанию и способу контроля
- нормативный приказ — нормативный правовой акт управления, вводит в действие общие инструкции, функциональные обязанности и так далее[3][4];
- индивидуальный (ненормативный) приказ — индивидуальный правовой акт, акт применения права, ставит задачу по выполнению определенных индивидуальных действий в оперативной, организационной, кадровой и другим сферам работы организации (например, в кадровой сфере — назначении на должность)[3][4]; как правило имеет срок исполнения, и предполагает представление доклада о его выполнении начальнику, отдавшему приказ.

## Юридический аспект
В правовом отношении, приказ закрепляет основные формы управления. Начальник, имеющий властные полномочия, с целью реализации задач управления, осуществляет руководство подчиненными посредством актов управления, из которых наивысшую силу имеет приказ. Невыполнение приказа, в зависимости от обстановки, в которой осуществляется управление может повлечь за собой уголовное, административное или дисциплинарное наказание.
В вооружённых силах один и тот же приказ, который не выполнен в мирное время влечёт наложение дисциплинарного взыскания, в военное время или в боевой обстановке влечёт уголовную ответственность, либо даёт командиру (начальнику) право силового принуждения вплоть до применения оружия.
В иных государственных органах, организациях, хозяйственных или коммерческих структурах, невыполнение приказа является нарушением служебной или трудовой дисциплины и служит основанием привлечения виновного к дисциплинарной ответственности вплоть до увольнения с работы.

### Исполнение приказа в уголовном праве
В уголовном праве, Исполнение приказа может быть признано обстоятельством, исключающим преступность деяния. Лицо, осуществлявшее общественно опасные действия в рамках исполнения обязательного для него приказа, может быть освобождено от ответственности. Этот принцип не распространяется на очевидно незаконные приказы, например, геноцид или другие преступления против человечности.